# 穆罕默德·塞利姆王子
穆罕默德·塞利姆王子（鄂圖曼土耳其語：‎；1870年1月11日—1937年5月5日），是奥斯曼帝国苏丹阿卜杜勒-哈米德二世的儿子，帝国解体后随家族流亡海外(敍利亞)。